# Regi Penxten
Regi Penxten, pseudonimo di Reginald Paul Stefan Penxten (Hasselt, 4 marzo 1976), è un disc jockey e produttore discografico belga.
Con lo pseudonimo Regi ha pubblicato quattro album da solista, che hanno raggiunto la top ten nella classifica degli album belgi: Best Of (2005), Registrated (2007) e Registrated 2 (2010); aveva anche una serie di singoli grafici nelle classifiche belghe Ultratop e due grafici nei Paesi Bassi. 

## Carriera
Verso la fine del 2007, ha pubblicato il suo primo album da solista, REGIstrated, che ha ricevuto un disco d'oro ancora prima della sua uscita. Il suo primo brano è stato Turn the Tide nel 2000. 
Regi è uno dei membri principali di Milk Inc., grazie  a ciò ha prodotto altri 27 singoli di notevole successo nell'Ultratop, 22 dei quali nella top ten, con 4 che risultarono primi classificati. Tra i loro sette Forever e Nomansland raggiungono il numero 1.
Grazie alla sua posizione di produttore e co-autore di Sylver, è riuscito a produrre altri 22 successi, tra cui 10 che entrarono nella top ten, con uno tra questi che ottenne il primo posto. 5 dei 6 album in classifica hanno raggiunto la top 10, con la compilation del 2010 in cima alle classifiche. Finora hanno venduto oltre 1,5 milioni di CD. 

## Discografia

### Da solista

#### Album in studio
- 2007 – Registrated
- 2010 – Registrated 2
- 2015 – Voices
- 2020 – Vergeet de tijd

#### Album dal vivo
- 2008 – Live In Antwerp
- 2009 – Live In Hasselt

#### EP
- 2008 – Registrated

#### Singoli
- 2006 – No Music
- 2006 – Larger than Life (con Wout)
- 2007 – I Fail (feat. Scala)
- 2007 – Aaa Anthem (con BP)
- 2008 – Night and Day (con Tom Helsen)
- 2010 – Hang On (con Stan Van Samang)
- 2010 – Take It Off (feat. Kaya Jones)
- 2011 – We Be Hot (con Turbo B feat. Ameerah)
- 2012 – Momentum (con Dimitri Vegas & Like Mike)
- 2012 – Our Love (con StereoPalma feat. Craig David)
- 2014 – Reckless (feat. Moya)
- 2014 – Invincible (feat. Moya)
- 2014 – Wait Till Tomorrow (con Yves feat. Mitch Crown)
- 2015 – When It Comes to Love (con Lester Williams feat. Patti Russo)
- 2015 – Hiya (con Dave Till feat. Rudy Zensky)
- 2015 – The Party Is Over (con Sem Thomasson feat. LX)
- 2015 – Elegantly Wasted (con Scala)
- 2016 – Light the Sky (con gli Wolfpack feat. Alessia)
- 2016 – Hey (con Dave Till e Rudy Zensky)
- 2016 – Should Have Been There
- 2017 – Where Did You Go (Summer Love)
- 2017 – You Have a Heart (con OT)
- 2018 – Ellie (feat. Jake Reese)
- 2018 – Ordinary (con Milo Meskens)
- 2019 – Summer Life (con Jake Reese e OT)
- 2019 – Rebel (con Jebroer)
- 2020 – Kom wat dichterbij (feat. Jake Reese & OT)
- 2020 – Zo ver weg (feat. Jake Reese & OT)
- 2020 – They Don't Know (feat. OT)
- 2020 – It's Gonna Be Alright (con Lester Williams)
- 2020 – I Won't Tell (con Mattn)
- 2020 – Vergeet de tijd (con Camille)
- 2020 – Vechter (con Camille)
- 2021 – Alles is op (con Samson)
- 2021 – De wereld draait voor jou (con Niels Destadsbader)
- 2021 – Duizend sterren (con Pauline)
- 2021 – Lost Without You (con Pauline)

### Con i Milk Inc.
- 1998 – Apocalyps(e) Cow
- 2000 – Land of the Living
- 2001 – Double Cream
- 2002 – Milk Inc.
- 2003 – Closer
- 2006 – Supersized
- 2008 – Forever
- 2011 – Nomansland
- 2013 – Undercover